# Diocesi di Arsennaria
La diocesi di Arsennaria (in latino: Dioecesis Arsennaritana) è una sede soppressa e sede titolare della Chiesa cattolica.

## Storia
Arsennaria, forse identificabile con Bou-Râs nell'odierna Algeria, è un'antica sede episcopale della provincia romana della Mauritania Cesariense.
Unico vescovo conosciuto di questa diocesi africana è Filone, il cui nome appare al 95º posto nella lista dei vescovi della Mauritania Cesariense convocati a Cartagine dal re vandalo Unerico nel 484; Filone, come tutti gli altri vescovi cattolici africani, fu condannato all'esilio.
Dal 1933 Arsennaria è annoverata tra le sedi vescovili titolari della Chiesa cattolica; dal 1º novembre 2022 il vescovo titolare è Joseph Bùi Công Trác, vescovo ausiliare di Hô Chí Minh.

## Cronotassi

### Vescovi residenti
- Filone † (menzionato nel 484)

### Vescovi titolari
- Auguste Jauffrés † (7 dicembre 1961 - 10 dicembre 1970 dimesso)
- Benedict Ganesh Singh † (16 gennaio 1971 - 12 agosto 1972 nominato vescovo di Georgetown)
- Nicolas Ravitarivao † (18 dicembre 1972 - 1º dicembre 1989 deceduto)
- José Alberto Rozo Gutiérrez, S.M.M. † (22 dicembre 1999 - 24 maggio 2018 deceduto)
- António Juliasse Ferreira Sandramo (7 dicembre 2018 - 8 marzo 2022 nominato vescovo di Pemba)
- Joseph Bùi Công Trác, dal 1º novembre 2022